# Режановце
Режановце или Режановци (на македонска литературна норма: Режановце; на албански: Ërxhanoci) е село в Северна Македония, в община Куманово.

## География
Селото е разположено в котловината Жеглигово на четири километра западно от общинския център Куманово на левия бряг на Липковска река.

## История
В края на XIX век Режановце е българско село в Кумановска каза на Османската империя. Според статистиката на Васил Кънчов („Македония. Етнография и статистика“) от 1900 година Режановци е село, населявано от 260 жители българи християни.
Цялото население на селото е под върховенството на Българската екзархия. По данни на секретаря на екзархията Димитър Мишев („La Macédoine et sa Population Chrétienne“) в 1905 година в Ражановци има 200 българи екзархисти.
В 1994 година жителите на селото са 679, от които 596 северномакедонци, 40 сърби, 38 албанци, 1 турчин и 4 други. Според преброяването от 2002 година селото има 705 жители.
| Националност     | Всичко |
| северномакедонци | 661    |
| албанци          | 1      |
| турци            | 1      |
| роми             | 0      |
| власи            | 0      |
| сърби            | 42     |
| бошняци          | 0      |
| други            | 0      |